# Gaetano Lanzi
Gaetano Lanzi (ur. 5 lutego 1905 w Rzymie, zm. w 1980) – włoski bokser, medalista mistrzostw Europy.
W roku 1924 wziął udział w Igrzyskach Olimpijskich w Paryżu gdzie w pierwszej walce w kategorii muszej pokonał na punkty Andrésa Recalde z Urugwaju a w 1/16 przegrał walkę przez RSC w drugiej rundzie z Fidelem LaBarbą z USA.
W mistrzostwach Europy 1927 w Berlinie zdobył srebrny medal w wadze koguciej. W finale przegrał z Kurtem Dalchowem (Niemcy).